# Štôla
Štôla (bis 1927 slowakisch „Štvola“; deutsch Stollen, ungarisch Stóla) ist eine Gemeinde im Osten der Slowakei, mit 526 Einwohnern (Stand 31. Dezember 2024). Sie gehört zum Okres Poprad, der ein Teil des übergeordneten Bezirks Prešovský kraj ist.

## Geographie
Die Gemeinde liegt im Talkessel Podtatranská kotlina (Unter-Tatra-Kessel) am Fuße der Hohen Tatra am Bach Haganský potok, unmittelbar nördlich des Flusses Poprad, zwischen den Ortschaften Mengusovce im Süden und Vyšné Hágy (Teil von Vysoké Tatry) im Norden. Štôla ist 12 Kilometer von Starý Smokovec und 15 Kilometer von Poprad entfernt.

## Geschichte

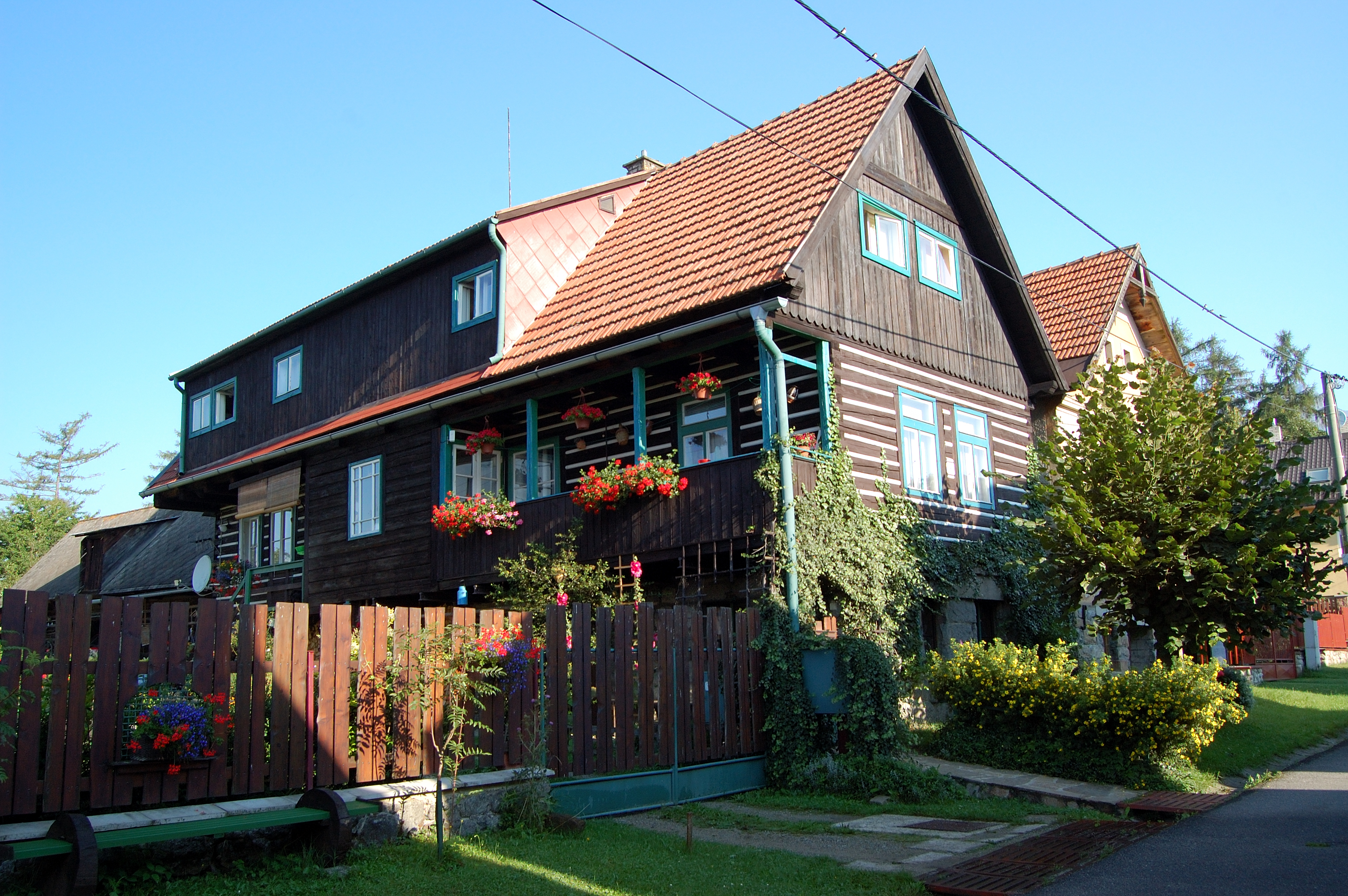
Altes regionaltypisches Haus in Štôla

Der Ort wurde zum ersten Mal 1330 erwähnt und entwickelte sich um einen Meierhof eines Benediktiner-Klosters herum. Das Kloster wurde 1436 niedergebrannt. Die Bevölkerung beschäftigte sich mit Land- und Forstwirtschaft und Schäferei.
Von 1947 bis 1990 war Štôla ein Teil der Nachbargemeinde Mengusovce. Heute entwickelt sich der Ort als ein touristischer Ausgangspunkt in die Hohe Tatra.

## Bevölkerung
| Jahr                | 1994 | 2004    | 2014    | 2024    |
| ------------------- | ---- | ------- | ------- | ------- |
| Anzahl der Personen | 533  | 548     | 539     | 526     |
| Unterschied         |      | +2,81 % | −1,64 % | −2,41 % |

| Jahr                | 2023 | 2024    |
| ------------------- | ---- | ------- |
| Anzahl der Personen | 531  | 526     |
| Unterschied         |      | −0,94 % |

Nach der Volkszählung 2011 wohnten in Štôla 514 Einwohner, davon 469 Slowaken, acht Tschechen sowie vier Mährer. Fünf Einwohner gaben eine andere Ethnie an und 28 Einwohner machten keine Angabe zur Ethnie.
187 Einwohner bekannten sich zur römisch-katholischen Kirche, 156 Einwohner zur Evangelischen Kirche A. B., 56 Einwohner zu den Baptisten, acht Einwohner zur griechisch-katholischen Kirche und vier Einwohner zur orthodoxen Kirche; 14 Einwohner bekannten sich zu einer anderen Konfession. 56 Einwohner waren konfessionslos und bei 37 Einwohnern wurde die Konfession nicht ermittelt.

## Bauwerke und Denkmäler

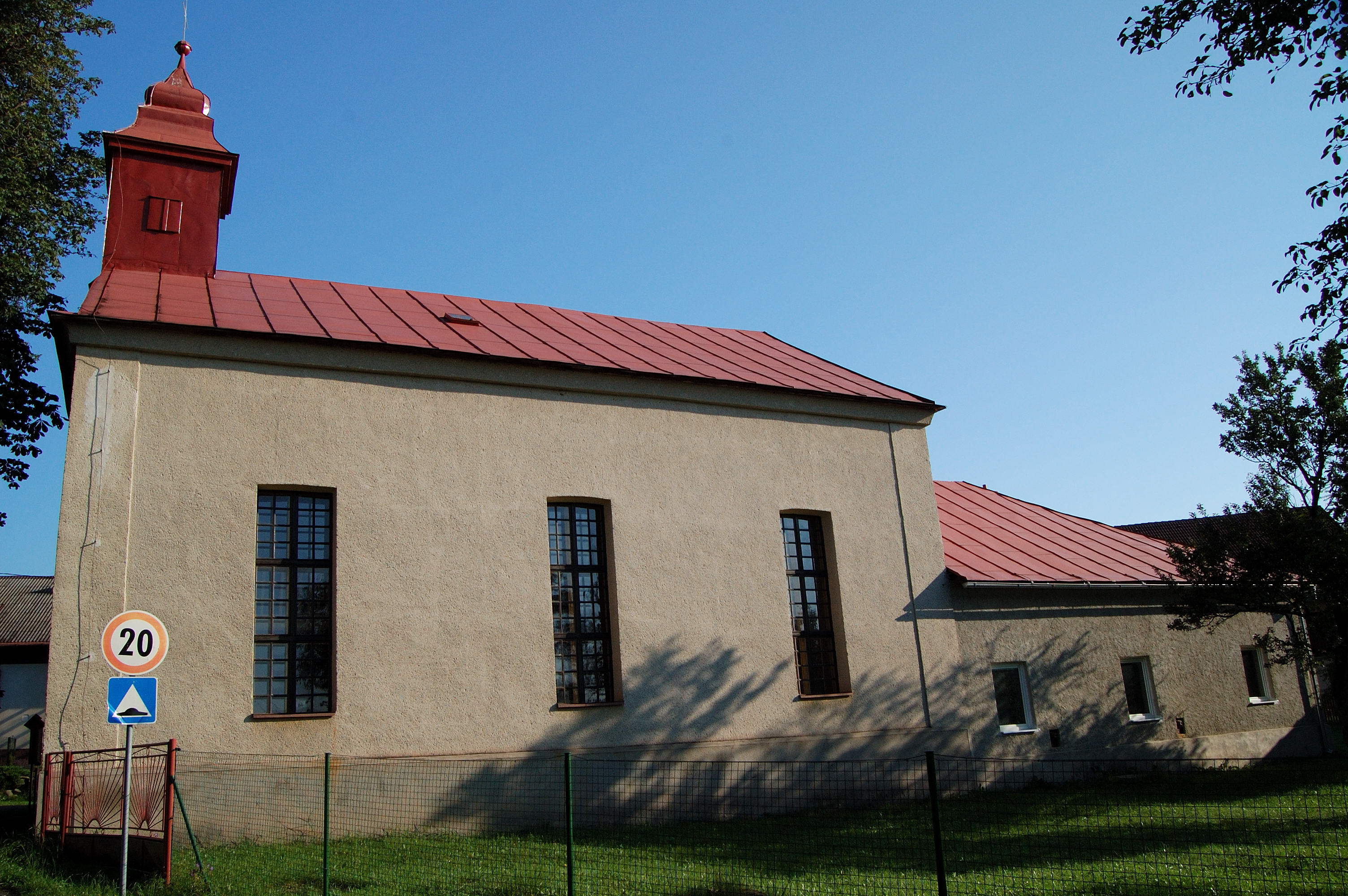
Evangelische Kirche

Eine Sehenswürdigkeit des Ortes ist die evangelische Kirche aus dem Jahr 1870, deren Altarretabel vom slowakischen Maler Peter Michal Bohúň gemalt wurde.

## Persönlichkeiten
- Ján Ruman-Driečny (um 1840–1879), Bergsteiger und Gämsenjäger